# Johan Oscar Cantzler
Johan Oscar Cantzler, född 20 februari 1844 i Stockholm, död 27 oktober 1921 i Stockholm, var en svensk målade och tecknade huvudsakligen porträtt och genrebilder. Han gjorde även teckningar till de svenska sedlarna i valörerna 5, 50 och 100 kr.
Cantzler arbetade först en tid som handelsbokhållare, samma yrke som sin far. Han beslöt sig sen att på allvar ägna sig åt måleriet. Sin utbildning grundlade han som elev till Gillis Hafström och Edvard Perséus och avslutade den sedan i Paris. Återkommen till Sverige deltog han i början av 1890-talet vid Nya konstnärsgillets stiftande. Som målare begränsade han sig oftast till porträtt och genrebilder. Han gjorde en stor mängd målningar i olja som ofta hamnade på herrgårdar och i andra enskilda samlingar. 
Cantzler finns representerad vid bland annat Nationalmuseum  i Stockholm och Norrköpings konstmuseum.

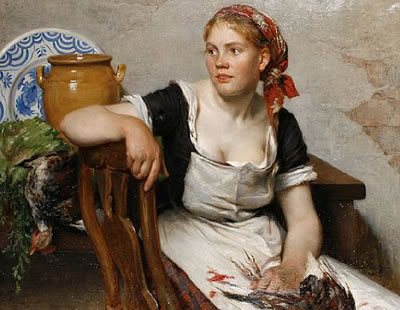
Köksflickan, (1884)
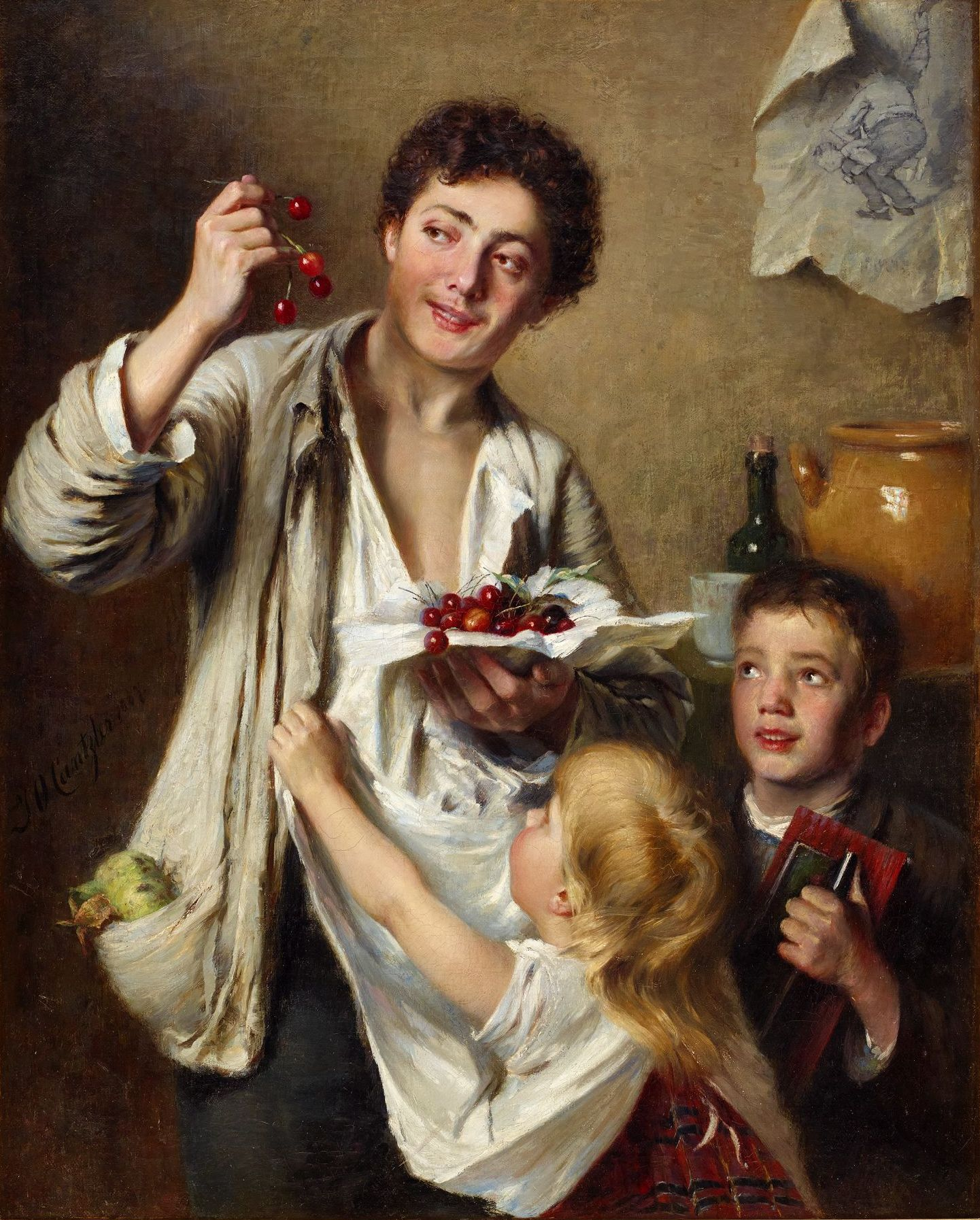
De första bigarråerna., (1887)
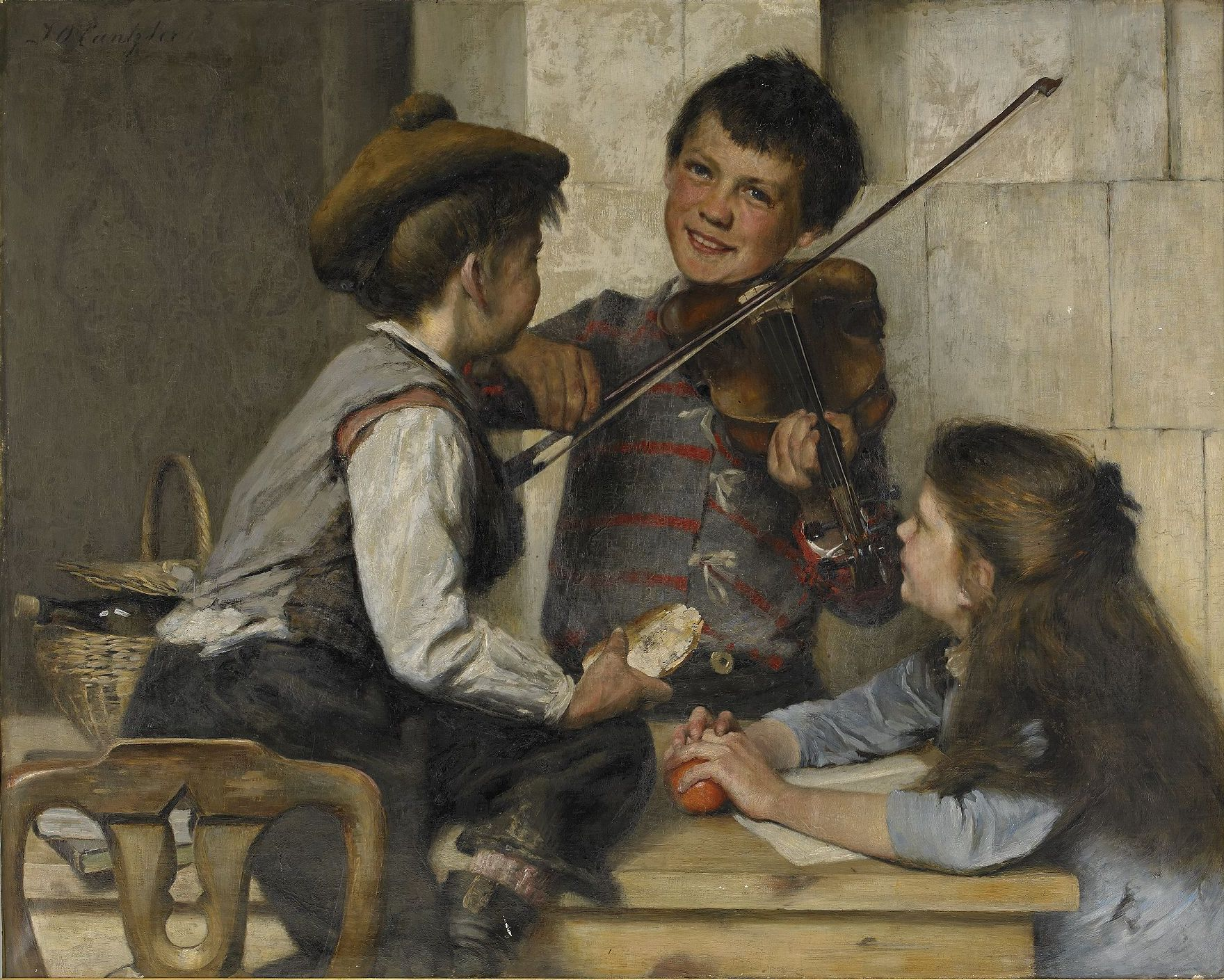
Violinisten, (1896)